# Günther Krupkat
Günther Krupkat (Berlin, 1905. július 5. – Berlin, 1990. április 14.) német sci-fi-szerző.

## Élete
Elektrotechnikai és gépészeti főiskolán végzett Berlinben. A világválság alatt szerelőként dolgozott. Később a rádiónál helyezkedett el, ahol az üzemi bizottság elnöke volt. A II. világháború alatt egy antifasiszta csoportban tevékenykedett.
Az NDK-ban működő írószövetség sci-fi munkabizottság elnöke volt.

## Művei

### Novellák
- 1956: Gefangene des ewigen Kreises
- 1957: Kobalt 60
- 1957: Nordlicht über Palmen
- 1969: Insel der Angst
- 1974: Das Duell
- 1975: Bazillus phantastikus
- 1975: Der Mann vom Anti

### Regények
- 1956: Die Unsichtbaren
- 1957: Das Schiff der Verlorenen
- 1958: Das Gesicht
- 1960: Die große Grenze
- 1963: Als die Götter starben (magyarul: Amikor meghaltak az istenek – Kozmosz Fantasztikus Könyvek 1977)
- 1968: Nabou, Verlag Das Neue Berlin

### Film
- 1962: Das Gesicht, Rendezte: Peter Hagen
- 1963: A skorpió órája (Stunde des Skorpions, három részes keletnémet utópisztikus bűnügyi televíziós sorozat, rendezte: Horst Zaeske)

## Magyarul
- Amikor meghaltak az istenek. Tudományos fantasztikus regény; ford. Gömöri Péter, életrajz Kuczka Péter, utószó Bartha Lajos; Kozmosz Könyvek, Bp., 1977 (Kozmosz fantasztikus könyvek)